# Statens Järnvägar
Statens Järnvägar (förkortat SJ), formellt Kungliga järnvägsstyrelsen, var fram till den 1 januari 2001 ett statligt svenskt affärsdrivande verk.

## Historik

### Förhistoria och anläggande
Redan 1829, vid 1828–1830 års riksdag, hade det föreslagits byggandet av en järnväg. Det var Gustaf af Uhr som motionerade om att man skulle bygga någon typ av järnväg i anslutning till Göta kanal. Detta var för övrigt samma år som den berömda lokomotivtävlingen i Rainhill. Frågan togs sedan upp igen vid riksdagen 1840–1841, dock utan att något beslutades. En av dem som kom att betyda mycket för byggandet av de första järnvägslinjerna var greve Adolf Eugéne von Rosen. 
Han föreslog tre huvudlinjer:
- 1: Stockholm–Göteborg via Södermanland, Närke och Västergötland.
- 2: Stockholm–Ystad genom Södermanland, Östergötland, Småland och Skåne.
- 3: Stockholm–Gävle över Uppsala.

Därtill kom flertalet sidobanor.
Riksdagen 1844–1845 biföll förslaget på villkor att von Rosen skulle ha inkommit med kostnadsberäkning och fullständig plan innan utgången år 1847, något som von Rosen misslyckades med. Regeringen gav 1852 generalmajoren Carl Akrell, chef för topografiska kåren, i uppdrag att utreda lämpliga sträckningar för stambanor med bilinjer. Det totala genombrottet kom i och med Kunglig Majestäts proposition vid riksdagen 1853–1854. Denna innebar att man föreslog byggandet av stambanor i Sverige och att endast kronan fick bygga stambanor. Mindre järnvägar fick dock anläggas av privata företag med tillstånd av Kungl. Maj:t. Stambanorna undvek kuster av militära skäl och för att ångbåtar skötte denna trafikuppgift.
Slutligen uppdrogs den 22 januari 1855 ingenjören Nils Ericson av konungen att leda anläggandet av stambanorna samt trafiken på dessa sedan de öppnats. På Ericsons hemställan inrättades år 1856 en särskild myndighet för detta ändamål för vilken han blev förste chef, Styrelsen för statens järnvägsbyggnader.

### Expansion

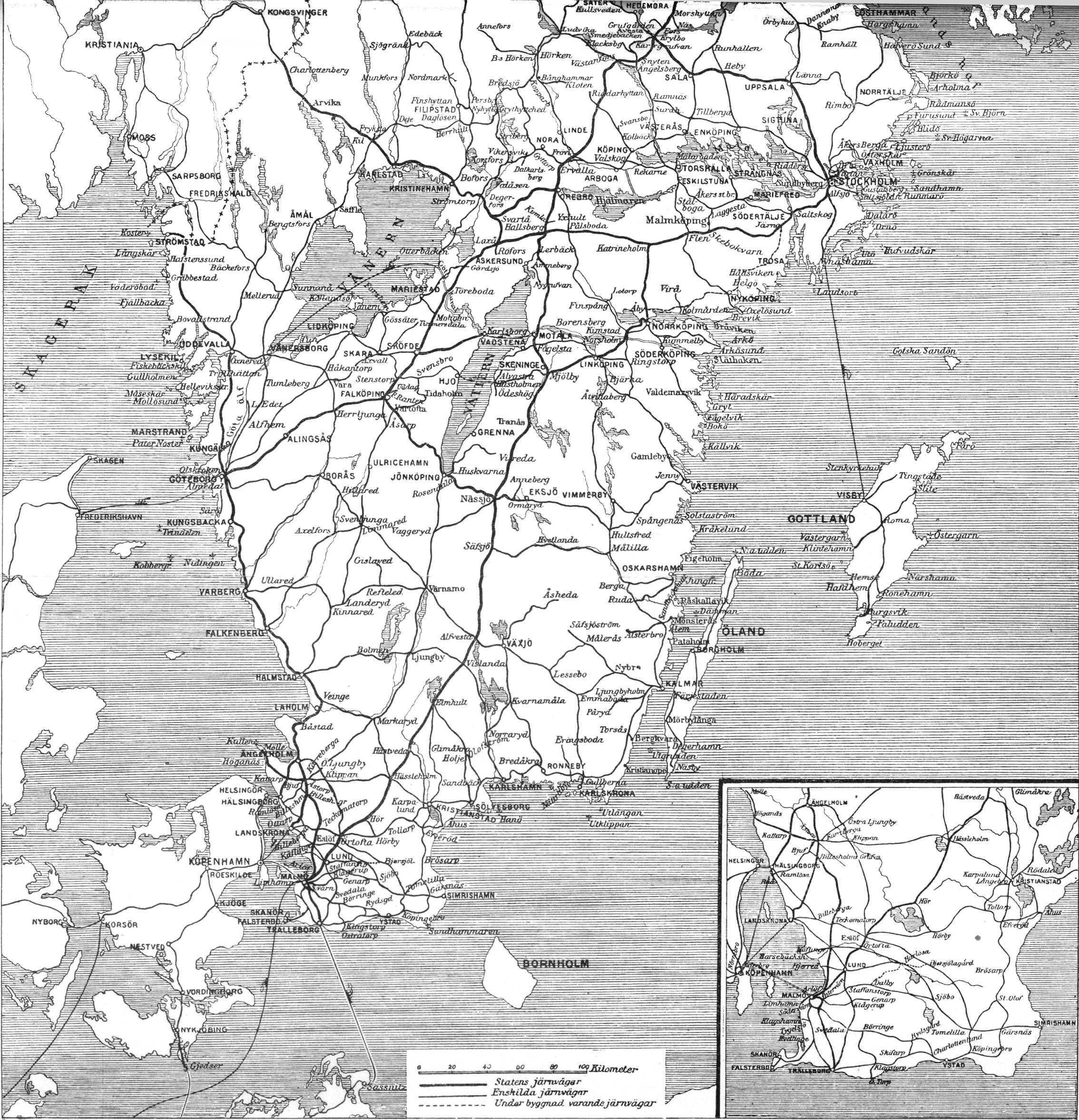
Järnvägskarta över Södra Svealand och Götaland, 1910.

De första bandelarna öppnades år 1856. Dessa var Göteborg-Jonsered och Malmö-Lund. I ett meddelande om detta kan läsas "Så vidt ske kan för återstående arbeten och Jernvägens egna transporter, kommer tillsvidare att från och med den 2 december afgå ett Jernbanståg hvarje söckendag med Passagerare och Fraktgods, fråm Götheborg till Jonsered kl. 12 midd. och åter Jonsered till Götheborg kl. 1 midd."
Den 8 november 1862 kunde man öppna hela Västra stambanan sträckan Göteborg C-Stockholm S och hela Södra stambanan Malmö C-Falköping Ranten (senare kallad Falköping C). Samma år inleddes också byggnationen av Norra stambanan, Nordvästra stambanan och Östra stambanan. Nordvästra stambanan Charlottenberg-norska gränsen invigdes redan år 1865 och sträckan Laxå-Kristinehamn öppnades året därpå. År 1866 öppnades också Norra stambanan sträckan Stockholm N-Uppsala och Östra stambanan Katrineholm-Norrköping.
Då Nils Ericson frånträde befattningen som chef för statens järnvägsbyggnader 1863 överfördes uppgifterna för trafiken till Styrelsen för statens järnvägstrafik med en generaldirektör som chef. Fr.o.m. 1882 inordnades Statens järnvägsbyggnader i Väg- och vattenbyggnadsstyrelsen och den 1 juni 1888 sammanslogs Styrelsen för statens järnvägsbyggnader med Styrelsen för statens järnvägstrafik och bildade Kungliga Järnvägsstyrelsen, Statens Järnvägar.
Därefter inleddes en närmast explosionsartad utveckling då man organiserade banvakter längs med banorna, inrättade tjänstebostäder åt alla banvakter och åt stationspersonalen, skapade en arkitektavdelning som bestämde stationsutformningar, bestämde hur det fick se ut på banan och på stationsområdena. Exempelvis hade man fram till 1973 en egen trädgårdsavdelning som sysslade med att dekorera stationsrabatterna med växtlighet.

### Förstatligandet

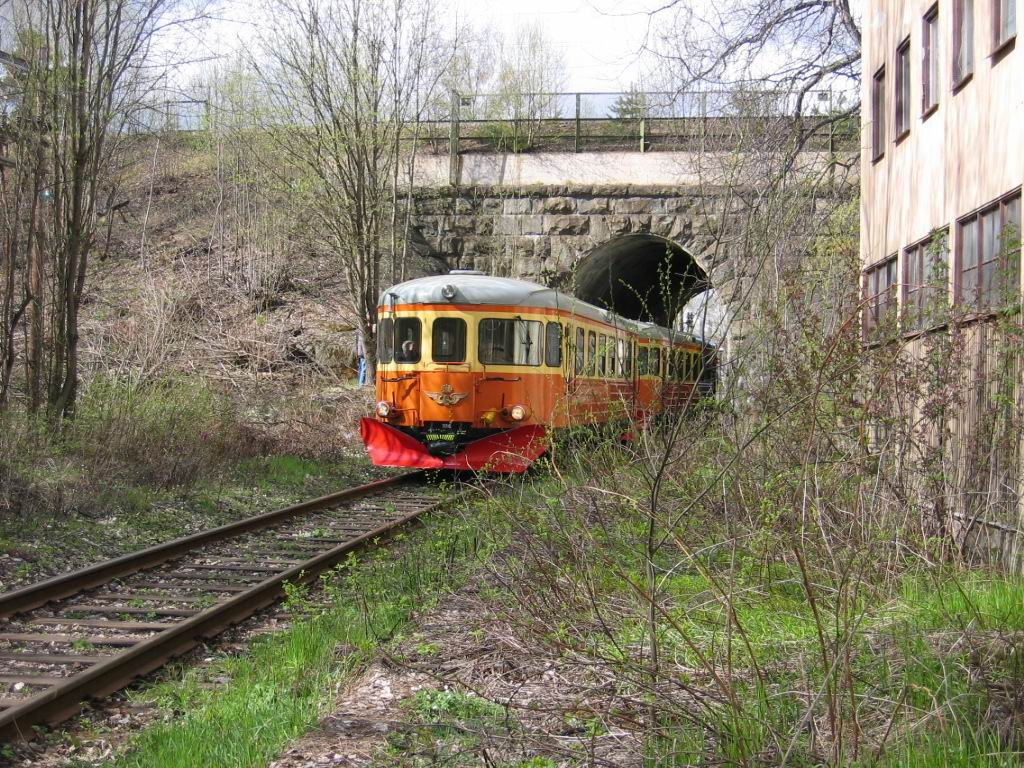
Statens Järnvägars motorvagnståg från 1950-talet, fotograferat 2005.

SJ:s betydelse växte fram till 1900-talets mitt och SJ kom att bli ett allt större och mer vittomfattande företag. Inte minst 1939 års riksdagsbeslut att förstatliga alla järnvägar kom att ha en stor betydelse. SJ hade efter andra världskriget, då många tidigare enskilda järnvägar förstatligats, en mycket stark ställning. Man körde gods- och persontåg på hela det statliga järnvägsnätet och bedrev busstrafik i större delen av landet. SJ var även inblandat i godstrafik på landsväg via dotterföretagen ASG och Svelast. Man hade en egen resebyråkedja och man bedrev färjetrafik både med tågfärjor och bilfärjor. SJ hade egna verkstäder för all järnvägsdrift och allt byggande och underhåll av banor bedrevs inom verket. 1950 var verket som störst och organiserade nästan var hundrade arbetande svensk, 50 000 människor arbetade då vid SJ som då var den största arbetsgivaren inom den offentliga sektorn.
Vid förstatligandet kunde SJ modernisera, genom att ersätta ångloksdragna persontåg med rälsbussar, av vilka Y6 sattes in på de flesta linjer. Detta bidrog kraftigt till billigare drift av järnvägarna. De åtgärder som staten genomförde för att rädda de mindre järnvägarna var dock inte hållbara på lång sikt och en rad av järnvägsnedläggningar följde. En viktig orsak var att många skaffade bil.

### Nedläggning
Efter 1960-talet följde en lång tid av stark ovisshet och strama effektiviseringar. Man beslutade i riksdagen 1963 att "varje trafikslag måste bära sig självt ekonomiskt". Detta gjorde att många av de gamla stationerna lades ned och man ersatte mycket av järnvägen med busstrafik. Många av de gamla stationssamhällena som vuxit upp kring järnvägen tappade nu sin järnvägsanknytning och länsbussar blev mycket vanliga. Många av dessa busslinjer drevs av SJ själva och SJ blev snabbt landets största bussoperatör. Som exempel på järnvägsnedläggningen kan nämnas Södra stambanan mellan Stockholm och Malmö som 1958 hade 90 stycken järnvägsstationer. 20 år senare hade denna siffra krympt till 20 stycken, nästan bara en femtedel av det ursprungliga antalet. I början av 1980-talet genomfördes länstrafikreformen som innebar att ansvaret för de mer lokala järnvägarna som gick inom ett län överfördes på länen. De måste betala SJ eller annan operatör för att driva tågtrafik. Det var en förutsättning för att få SJ lönsamt.

### Senare tid

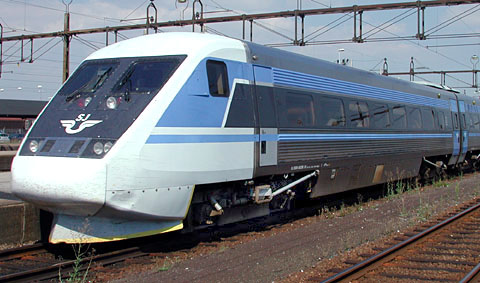
X 2000 i originalfärgsättning, 2002.

År 1988 beslutades att bryta ut banavdelningen ur SJ och bilda en självständig myndighet, Banverket. Samma år tillsattes Stig Larsson som ny generaldirektör för SJ för den fortsatta omorganiseringen och moderniseringen av SJ från ett statligt verk till ett statligt ägt företag med tyngdpunkten lagd till järnvägen. Ett exempel på detta är att busstrafiken inom SJ slogs samman med bussföretaget GDG och bildade bolaget Swebus, som år 1997 såldes till Stagecoach.
Vid slutet av 1980-talet ökade intresset för järnvägen i takt med det nya miljötänkandet och de ökande bensinpriserna. Trafiken började nu öka sakteliga och en ny vagnsserie sattes i trafik. Den stora satsningen på järnvägstrafik gjorde SJ 1986 då man började beställa snabbtåget X2000. Detta tåg blev i mångt och mycket SJ:s vändning och det började användas alltmer flitigt på de större linjerna.
SJ AB bildades 2001 genom en bolagisering och uppsplittring av det tidigare mycket stora affärsverket Statens Järnvägar (SJ). Det gamla SJ delades här upp i ett flertal olika bolag, samtliga ägda till 100 % av den svenska staten (se följande avsnitt Bolagiseringen).

### Indelning
Statens järnvägar indelades från början i fyra avdelningar: Byråavdelningen, Banavdelningen, Trafikavdelningen och Maskinavdelningen. År 1898 bytte Byråavdelningen namn till Administrativa avdelningen. 
Statens järnvägar hade också en geografisk indelning i distrikt, ursprungligen tre. År 1889 omfattade första distriktet Stockholm-Hallsberg, Katrineholm Nässjö, andra distriktet Göteborg-Örebro, Falköping-Nässjö, Skövde-Karlsborg, Hallsberg-Motala-Mjölby, tredje distriktet Malmö-Nässjö, fjärde distriktet Laxå-norska gränsen, Kil-Frykstad, femte distriktet Stockholm-Ånge med sidobanorna till Värtan, Stockholm östra, Stugsund och Hudiksvall, sjätte distriktet Sundsvall-norska gränsen och Bräcke-Sollefteå.
Åren 1897–1965 fanns även en geografisk indelning i trafiksektioner, maskinsektioner och bansektioner.

## Generaldirektörer

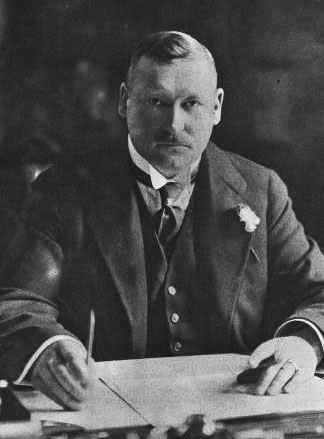
Axel Granholm, SJ:s generaldirektör 1914–1938.

Detta är en lista över SJ:s elva generaldirektörer.
- Rudolf Cronstedt (1887-1897)
- Theodor Nordström (1897-1904)
- Mauritz Sahlin (1904-1908)
- Fritz Pegelow (1908-1914)
- Axel Granholm (1914-1938)
- Gustaf Dahlbeck (1938-1949)
- Erik Upmark (1949-1969)
- Lars Peterson (1969-1978)
- Bengt Furbäck (1978-1988)
- Stig Larsson (1988-1997)
- Daniel Johannesson (1997-2000)

## Bolagiseringen
I början av 1990-talet började man på allvar diskutera bolagisering av SJ. Redan 1989 såldes dock SJ Resebyrå till Nyman & Schultz och i samband med detta bröts privatresedelen ut och lades i det nystartade bolaget Ticket Privatresor.
Någon gång under 1992–1993 bolagiserades SJ Kombi, som då var ett eget affärsområde inom godstransportdivisionen.[källa behövs] Namnet på det nya bolaget blev Rail Combi AB. De första åren hade bolaget externa ägare till 30 procent. Senare köpte SJ tillbaka denna andel. Bolaget är nu integrerat i det norska godstrafikbolaget Cargo Net (före detta NSB Gods). Affären mellan Green Cargo AB (före detta SJ Gods) och NSB var helt kontantlös, man bytte bara ägarandelar: Cargo Net tog över Rail Combi till 100 procent och Green Cargo fick 45 procent av Cargo Net.
Den 1 januari 2001 upphörde större delen av verksamheten i Statens Järnvägar. De sex divisionerna som verket då bestod av ombildades till egna aktiebolag, där de två första direktägs av staten:
- SJ AB (förutvarande SJ Resor), persontrafik
- Green Cargo AB (förutvarande SJ Gods/SJ Cargo), godstransporter
- Euromaint AB (förutvarande SJ Maskindivision/SJ Teknik), verkstäder med mera 
  - Train Tech Engineering AB (del av förutvarande SJ Maskindivision/SJ Teknik), ingenjörs- och tekniktjänster
- Unigrid AB (förutvarande SJ Data), it-verksamhet (har därefter köpts upp av det franska bolaget Capgemini i partnerskap med det norska bolaget EDB Business Partner)
- Jernhusen AB (förutvarande SJ Fastigheter), fastigheter
- Trafficare AB (förutvarande SJ Terminalproduktion/SJ Städ), städning och växling (samlades i en koncern med AB Swedcarrier som moderbolag; de bolagen har delvis därefter sålts eller ombildats)

## Affärsverket Statens järnvägar
Eter bolagiseringen och uppstyckningen fanns en liten rest av "gamla" SJ, affärsverket Statens järnvägar kvar under några år. Affärsverket förvaltade viss egendom och var part i befintliga kontrakt skrivna med ”Statens järnvägar” innan bolagiseringen. Särskilt betydelsefullt var leasingavtal för lok och vagnar, som behölls i affärsverket. Affärsverket avvecklades den 31 december 2012, efter regeringens beslut 6 september 2012.